# Народный художник Беларуси
Народный художник Беларуси (бел. Народны мастак Беларусі) — почётное звание.
Почетное звание «Народный художник Беларуси» присваивается не ранее чем через пять лет после присвоения почетного звания «Заслуженный деятель искусств Республики Беларусь» величайшим художникам, которые создали выдающиеся произведения живописи, скульптуры, графики, монументального, декоративно-прикладного, театрального, кино- и телеискусства, которые внесли значительный вклад в отечественную культуру и получили широкое общественное признание.

## Список народных художников

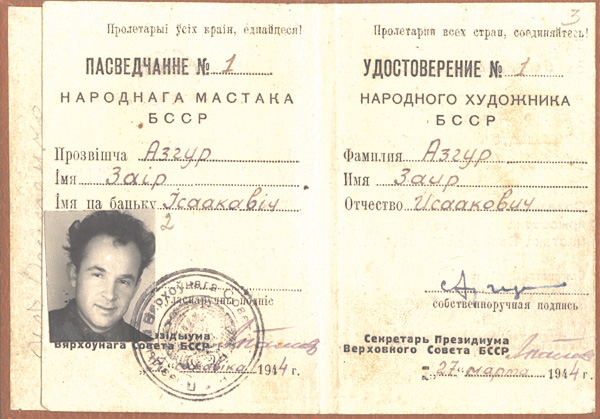
Удостоверение народного художника БССР З. Азгура

- Заир Азгур (1944)
- Витольд Бялыницкий-Бируля (1944)
- Александр Грубе (1944)
- Иван Ахремчик (1949)
- Сергей Николаев (1949)
- Андрей Бембель (1955)
- Валентин Волков (1955)
- Алексей Глебов (1955)
- Оскар Марикс (1961)
- Евгений Зайцев (1963)
- Сергей Селиханов (1963)
- Виталий Цвирко (1963)
- Евгений Чемодуров (1963)
- Евгений Николаев (1967)
- Анатолий Аникейчик (1972)
- Михаил Савицкий (1972)
- Леонид Щемелёв (1983)
- Гавриил Ващенко (1988)
- Владимир Стельмашонок (1988)
- Александр Кищенко (1991)[a 1]
- Арлен Кашкуревич (1991)[a 2]
- Василий Шарангович (1991)[a 3]
- Виктор Громыко (1991)[a 4]
- Лев Гумилевский (1991)[a 5]
- Борис Герлован (1992)[a 6]
- Павел Маслеников (1994)[a 7]
- Май Данциг (1995)[a 8]
- Георгий Поплавский (1997)[a 9]
- Раиса Кудревич (1999)[a 10]
- Иван Миско (2008)[a 11]
- Владимир Товстик (2010)[a 12]
- Анатолий Барановский (2012)[a 13]
- Владимир Слободчиков (2021)[a 14]